# Cầu cạn Chester Burn
Cầu cạn Chester Burn là một cầu cạn đường sắt ở Chester-le-Street, County Durham, Anh. Cây cầu là một kiến trúc hùng vĩ, thống trị thị trường và đầu phía bắc của thị trấn. Nó là một phần của Tuyến đường sắt chính Bờ Đông, tuyến đường sắt chính từ Newcastle đến London. Trạm Chester-le-Street nằm ở phía nam cầu cạn. Đây là một công trình được xếp hạng II.

## Lịch sử
Một tuyến đường sắt từ Gateshead đến Durham qua thung lũng Team đã được đề xuất vào năm 1846 và được ủy quyền xây dựng vào năm 1848. Sự sụp đổ của "Vua đường sắt" George Hudson vào năm 1849 đã dẫn đến việc hoãn lại cho đến năm 1862 khi Đường sắt Đông Bắc giành lại quyền xây dựng tuyến đường sắt thung lũng Team, nơi cần xây dựng cầu cạn.
Cầu cạn được hoàn thành vào năm 1868 bởi Benjamin Carr Lawton, dưới sự giám sát của Thomas Elliot Harrison. Tuyến đường sắt cũng được khánh thành vào cùng năm, vào ngày 2 tháng 3 đối với vận chuyển hàng hóa và ngày 1 tháng 12 đối với hành khách. Cầu cạn vẫn đang được sử dụng cho đến ngày nay.

## Kiến trúc

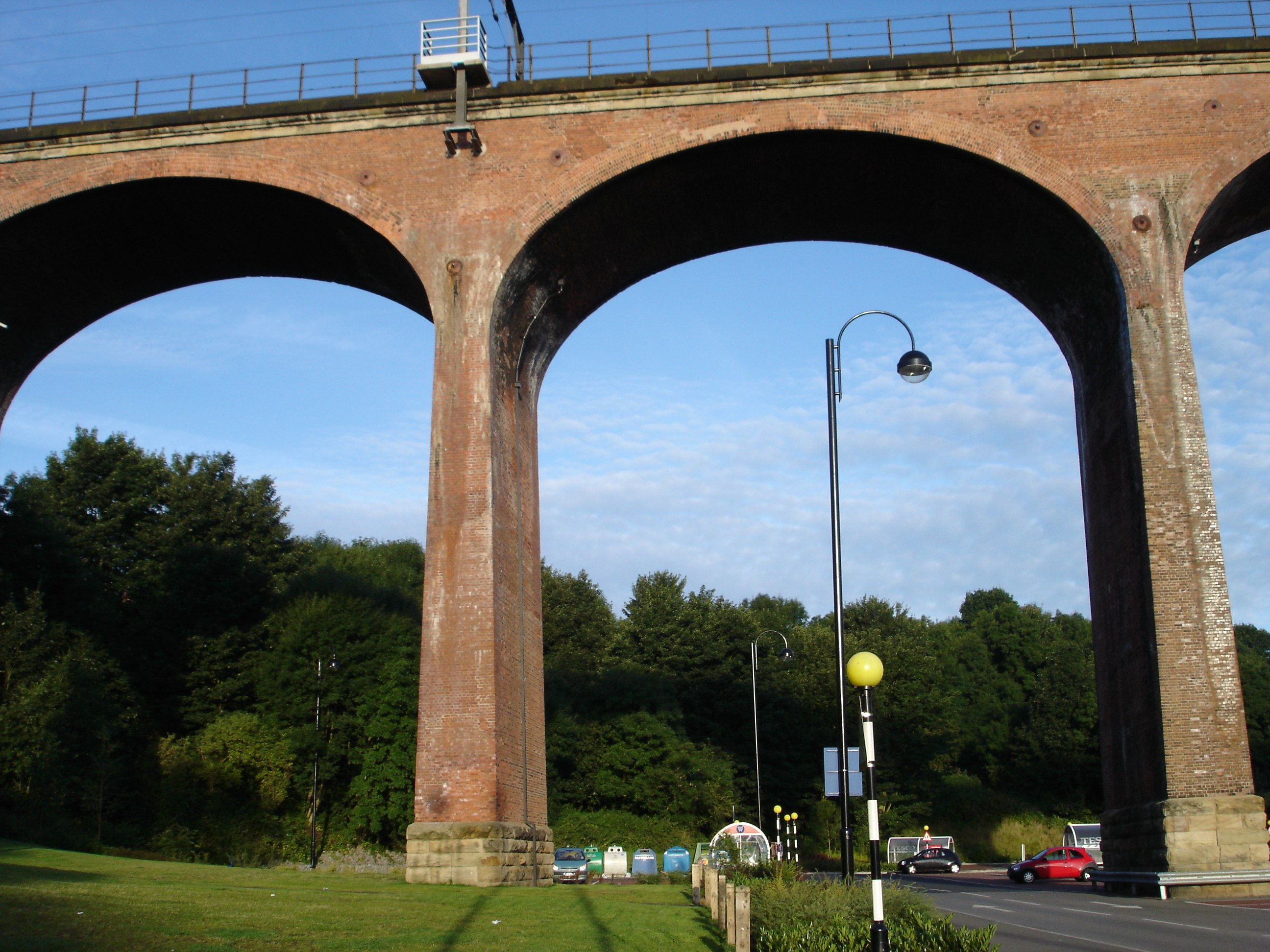
Hình chụp một vòm của cây cầu

Cầu cạn bao gồm 11 vòm hình elip, mỗi vòm rộng 60 foot (18 m) và  cao 90 foot (27 m), với tổng chiều dài là  230 mét (750 ft). Cầu chủ yếu được gạch kỹ thuật đỏ theo dạng khung Anh, với bảy hàng lớp xung quanh các vòm bằng đá với các bệ đỡ và lan can. Đá và gạch vẫn còn nguyên vẹn, mặc dù đã có một số được làm mới ở phía tây. Lan can và nơi trú ẩn được xây thêm vào sau này không phải là một phần của cây cầu. Nó nằm trên một trục bắc-nam với một đường cong nhẹ, đi qua Chester Burn.
Cầu cạn được xây dựng để vượt qua Chester Burn (còn được gọi là Cong Burn), sau đó là một trung tâm hoạt động với tài sản công nghiệp và dân cư xung quanh các ngân hàng của nó. Vào năm 1955, để thiết lập một thị trường mới, khu vực phía đông cầu cạn đã bị xóa xổ và vết đen do cháy được bê tông hóa bên dưới cầu cạn. Gần đây, một siêu thị Tesco đã được xây dựng và bãi đậu xe của nó chiếm không gian bên dưới các vòm ngày nay.